# Turtmann
Turtmann (franska: Tourtemagne, walsertyska: Turtma/Tùrpma) är en ort i kommunen Turtmann-Unterems i kantonen Valais, Schweiz. Orten var före den 1 januari 2013 en egen kommun, men slogs då samman med kommunen Unterems till den nya kommunen Turtmann-Unterems.